# William Crotch
William Crotch, né à Norwich le 5 juillet 1775 et mort à Taunton le 29 décembre 1847, est un organiste et compositeur anglais.